# Communauté de communes du Mortainais
La communauté de communes du Mortainais est une ancienne communauté de communes française, située dans le département de Manche et la région Normandie.

## Historique
La communauté de communes du Mortainais est créée le 1er janvier 2013 par fusion des communautés de communes de Mortain, du canton de Sourdeval et de la Sélune, à l'exception des communes de Buais et Saint-Symphorien-des-Monts.
Le 1er janvier 2017, la communauté de communes du Mortainais fusionne avec les communautés de communes de Saint-Hilaire-du-Harcouët, de Saint-James, Avranches - Mont-Saint-Michel et du Val de Sée pour former la communauté d’agglomération Mont-Saint-Michel Normandie,.

## Composition
L'intercommunalité fédérait dix-sept communes qui constituaient le canton du Mortainais (les quatre de l'ancien canton de Barenton, les dix de l'ancien canton de Mortain (puis cinq avec la création de Mortain-Bocage et Romagny Fontenay), les huit de l'ancien canton de Sourdeval (puis sept avec la fusion de Sourdeval et Vengeons) et cinq de l'ancien canton du Teilleul (puis uniquement Le Teilleul à la suite de la fusion des communes) :
| Nom                       | Code Insee | Gentilé         | Superficie (km2) | Population (dernière pop. légale) | Densité (hab./km2) |
| ------------------------- | ---------- | --------------- | ---------------- | --------------------------------- | ------------------ |
| Mortain-Bocage (siège)    | 50359      |                 | 62,63            | 3 078 (2014)                      | 49                 |
| Barenton                  | 50029      | Barentonnais    | 34,88            | 1 214 (2014)                      | 35                 |
| Beauficel                 | 50040      | Beauficelois    | 9,13             | 156 (2014)                        | 17                 |
| Brouains                  | 50088      | Brouainsais     | 3,79             | 152 (2014)                        | 40                 |
| Chaulieu                  | 50514      | Chaulieusiens   | 10,64            | 306 (2014)                        | 29                 |
| Le Fresne-Poret           | 50193      | Fresnais        | 10,08            | 206 (2014)                        | 20                 |
| Gathemo                   | 50195      | Gathemotins     | 10,41            | 245 (2014)                        | 24                 |
| Ger                       | 50200      | Gérois          | 39,78            | 829 (2014)                        | 21                 |
| Le Neufbourg              | 50371      | Neufbourgeois   | 2,25             | 426 (2014)                        | 189                |
| Perriers-en-Beauficel     | 50397      | Perrotiens      | 9,30             | 223 (2014)                        | 24                 |
| Romagny Fontenay          | 50436      |                 | 36,31            | 1 337 (2014)                      | 37                 |
| Saint-Barthélemy          | 50450      |                 | 6,81             | 335 (2014)                        | 49                 |
| Saint-Clément-Rancoudray  | 50456      |                 | 32,10            | 546 (2014)                        | 17                 |
| Saint-Cyr-du-Bailleul     | 50462      | Saint-Cyriens   | 23,41            | 397 (2014)                        | 17                 |
| Saint-Georges-de-Rouelley | 50474      | Saint-Georgeois | 20,52            | 556 (2014)                        | 27                 |
| Sourdeval                 | 50582      | Sourdevalais    | 51,87            | 3 158 (2014)                      | 61                 |
| Le Teilleul               | 50591      | Teilleulais     | 66,89            | 1 777 (2014)                      | 27                 |

## Administration
| Période                                  | Période       | Identité        | Étiquette | Qualité                                                                                           |
| ---------------------------------------- | ------------- | --------------- | --------- | ------------------------------------------------------------------------------------------------- |
| janvier 2013                             | mars 2013     | Albert Bazire   | UMP       | Maire de Sourdeval                                                                                |
| mars 2013                                | décembre 2016 | Serge Deslandes | UMP       | Agriculteur, conseiller municipal de Fontenay, conseiller général puis départemental de la Manche |
| Les données manquantes sont à compléter. |               |                 |           |                                                                                                   |